# Аше
Аше (фр. Achey) насеље је и општина у источној Француској у региону Франш-Конте, у департману Горња Саона која припада префектури Везул.
По подацима из 2011. године у општини је живело 72 становника, а густина насељености је износила 10,21 становника/km². Општина се простире на површини од 7,05 km². Налази се на средњој надморској висини од 220 метара (максималној 258 m, а минималној 206 m).

## Демографија
| 1962. | 1968. | 1975. | 1982. | 1990. | 1999. | 2011. |
| ----- | ----- | ----- | ----- | ----- | ----- | ----- |
| 93    | 94    | 75    | 74    | 63    | 55    | 72    |

График промене броја становника у току последњих година